# Cereus hildmannianus
Cereus hildmannianus é uma  espécie de planta do gênero Cereus na família dos cactus.Sua distribuição é incerta mas incluí Brasil, Paraguai, Uruguai e Argentina.

## Descrição
Planta arborescente ou arbustiva, até 15 m de altura, com ou sem tronco bem desenvolvido; ramos cilíndricos, segmentados, verdes ou glaucos com 5 a 12 costelas muito variáveis no número, menores que 5 a 7 cm de altura e 1 a 3 cm de profundidade; aréolas circulares, lanosas marrons ou brancas, cinzas na maturidade; com 0 a 10 espinhos cada, muito semelhantes entre si.

### Flores
Com 10 a 15 cm de diâmetro por 10 a 14 cm de comprimento, brancas com tépalas externas rosadas.

### Frutos
Bagas de 5 a 12 cm de diâmetro e 7 a 12 cm de comprimento, globosos, amarelos, alaranjados ou vermelhos, abrem-se do ápice para a base ao longo de três linhas, polpa branca, com sementes ovadas com  3 mm de comprimento por 2.8 mm de largura, pretas, sem brilho, testas reticuladas. 
Cereus hildmannianus foi nomeado pela primeira vez por Karl M. Schumann em 1890. As plantas nomeadas como Cereus uruguayensis" por Roberto Kiesling em 1982 foram reduzidas a "C. hildmannianus  subsp.  uruguayensis  de Nigel P. Taylor em 1998, criando assim o pela nomenclatura padrão de autonomeação  C. hildmannianus  subsp. "hildmannianus". A subespécie hildmannianus tem o mesmo intervalo que a espécie como um todo e geralmente é sem espinhos, ao contrário do subsp. uruguayensis.
A subespécie típica, Cereus hildmannianus subsp. hildmannianus, no Brasil ocorre em Minas Gerais, Paraná, Rio de Janeiro, Rio Grande do Sul, Santa Catarina e São Paulo, principalmente na Mata Atlântica e é caracterizada por apresentar flor com comprimento maior do que 25 cm. Já a Cereus hildmannianus subsp. uruguayanus é de distribuição restrita ao bioma Pampa e é caracterizada pelo tamanho da flor, com 15 a 18 cm de comprimento.

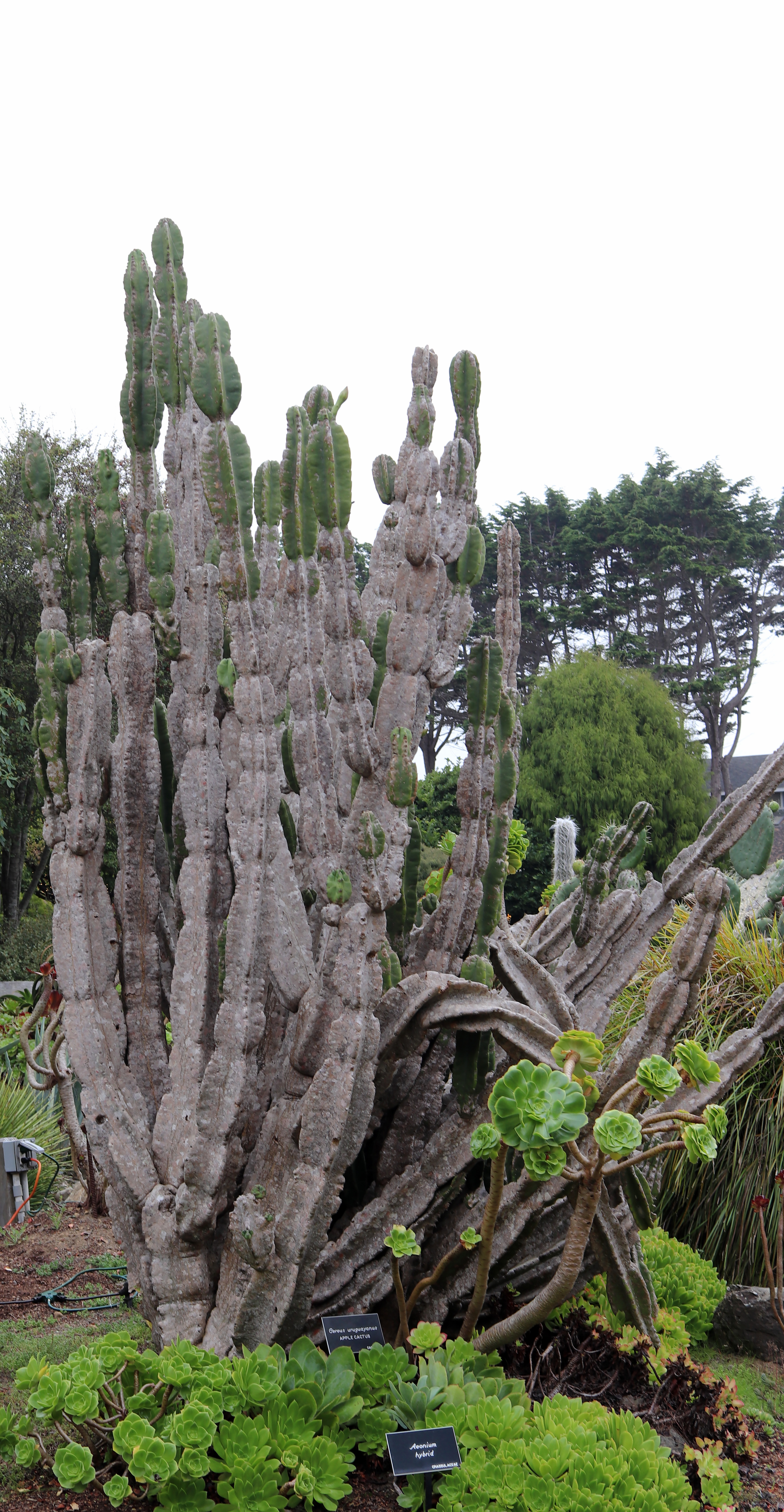
Planta da Cereus hildmannianus subsp. uruguayanus

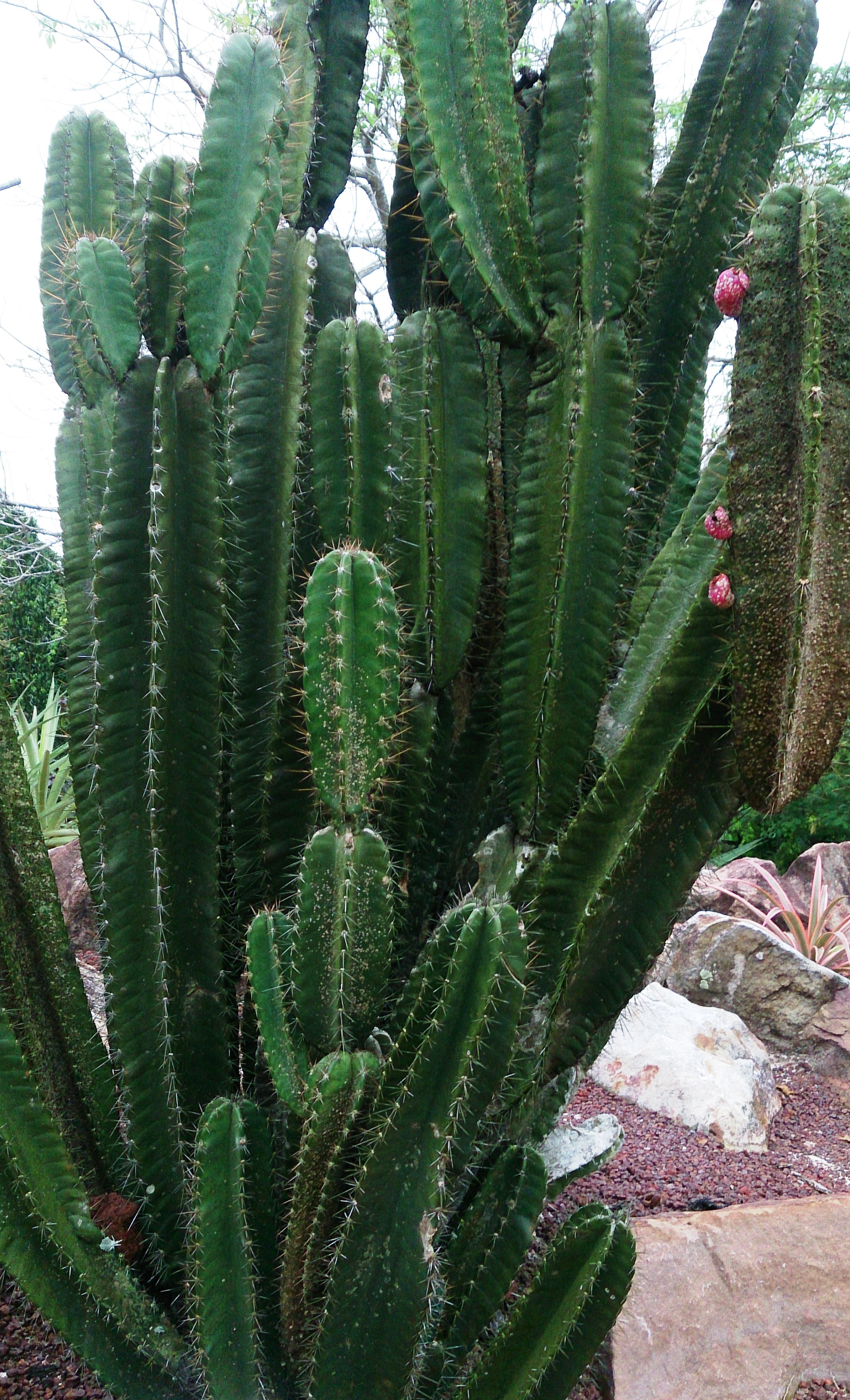
Planta cactus com frutos (Cereus hildmannianus)

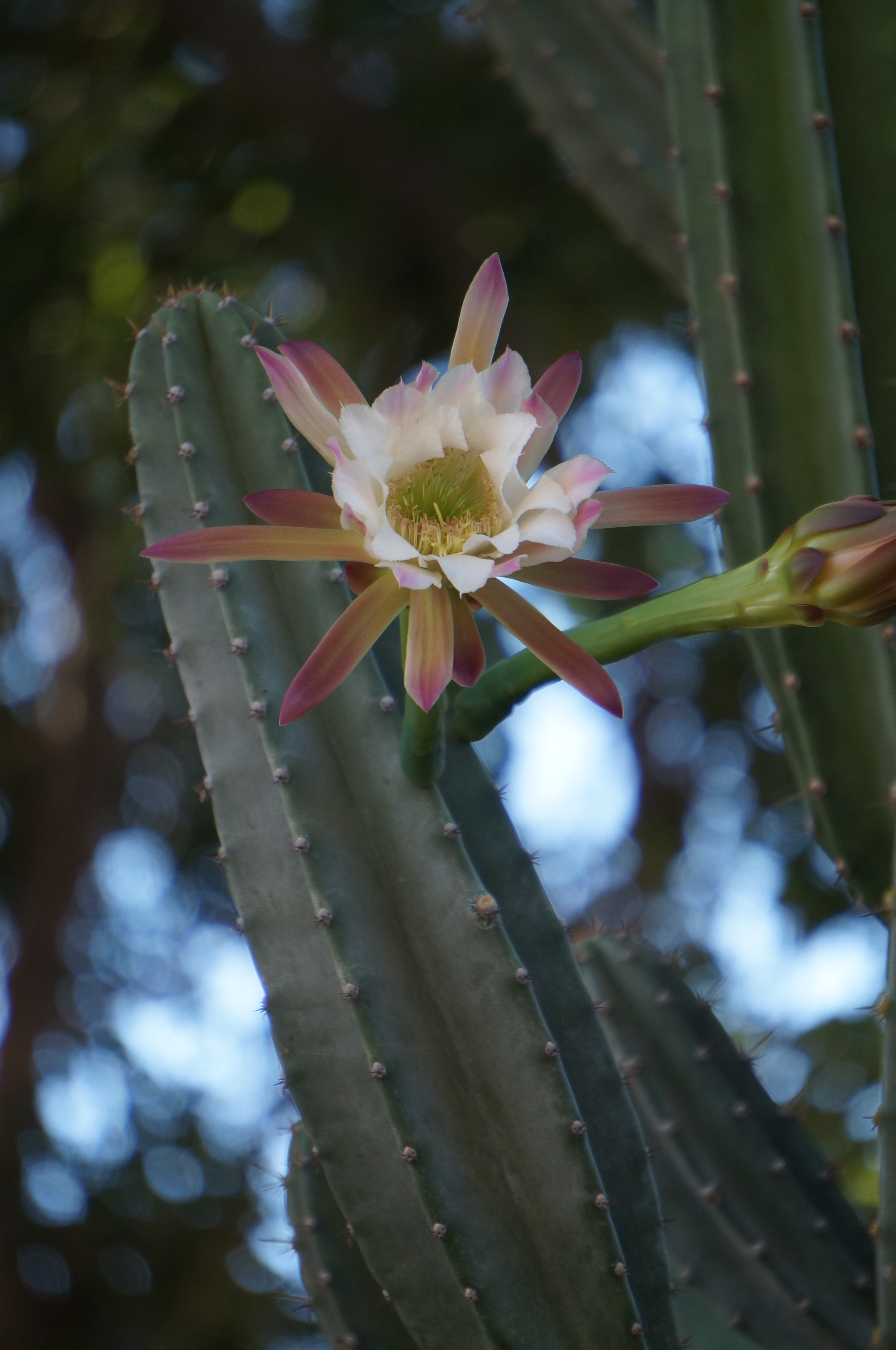
Cereus hildmannianus flor

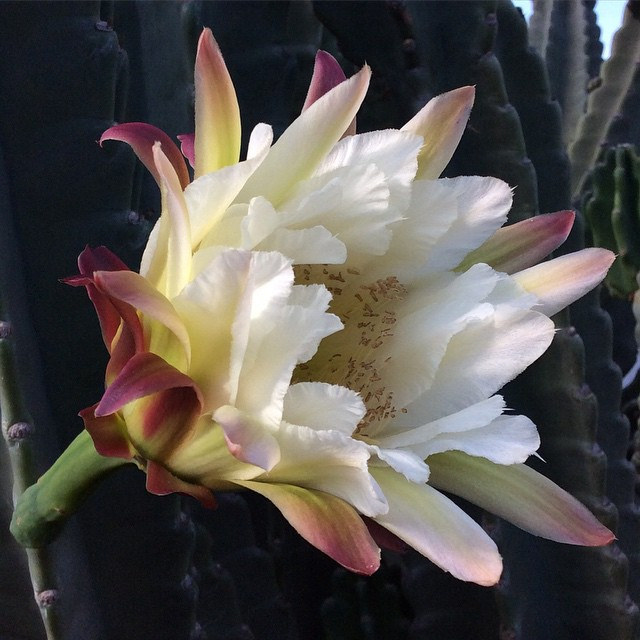
Cereus hildmannianus flor

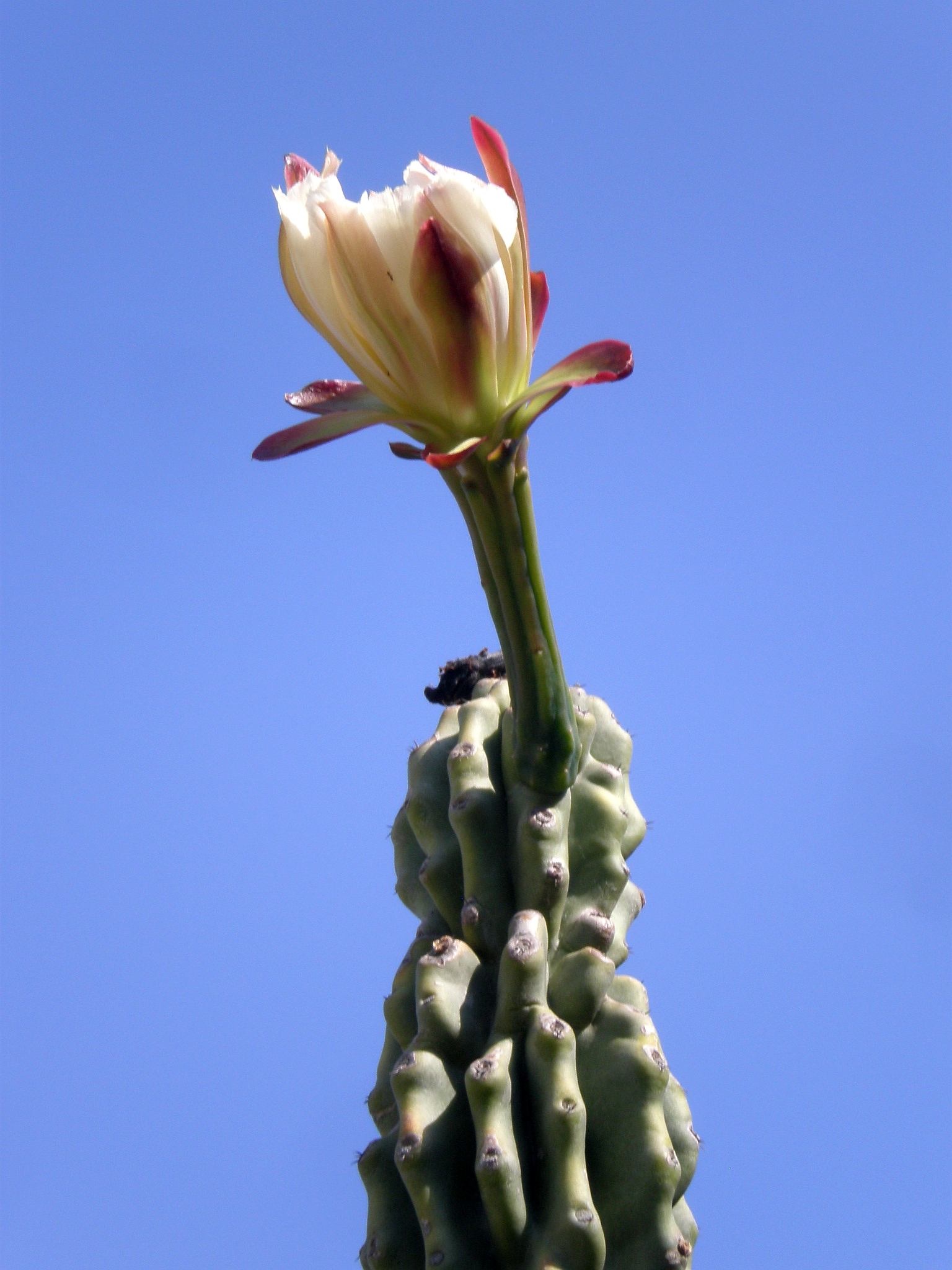
Cereus hildmannianus, botão de flor

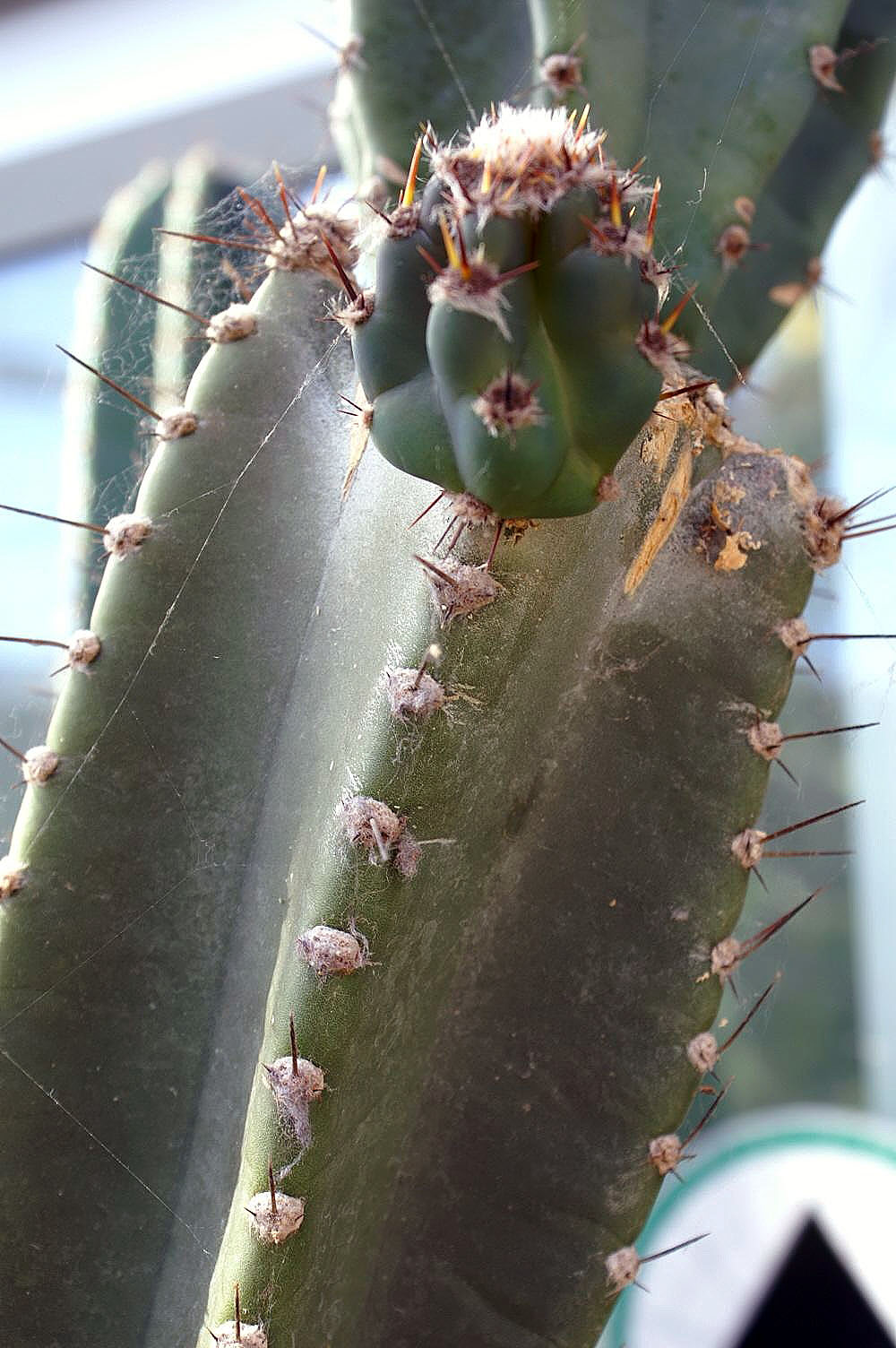
Cereus hildmannianus em brotação

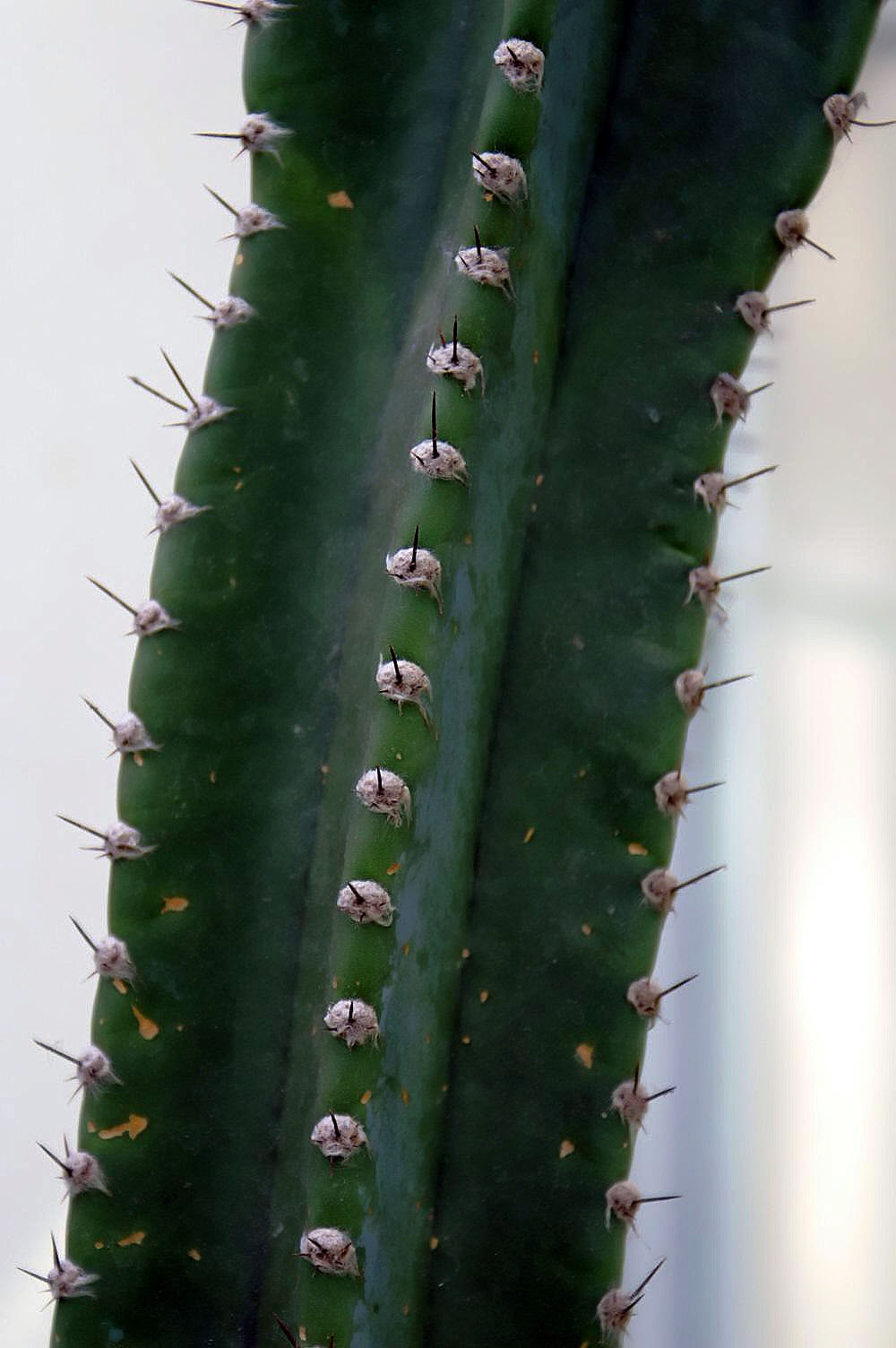
Cereus hildmannianus com detalhes dos espinhos com auréolas cinzas

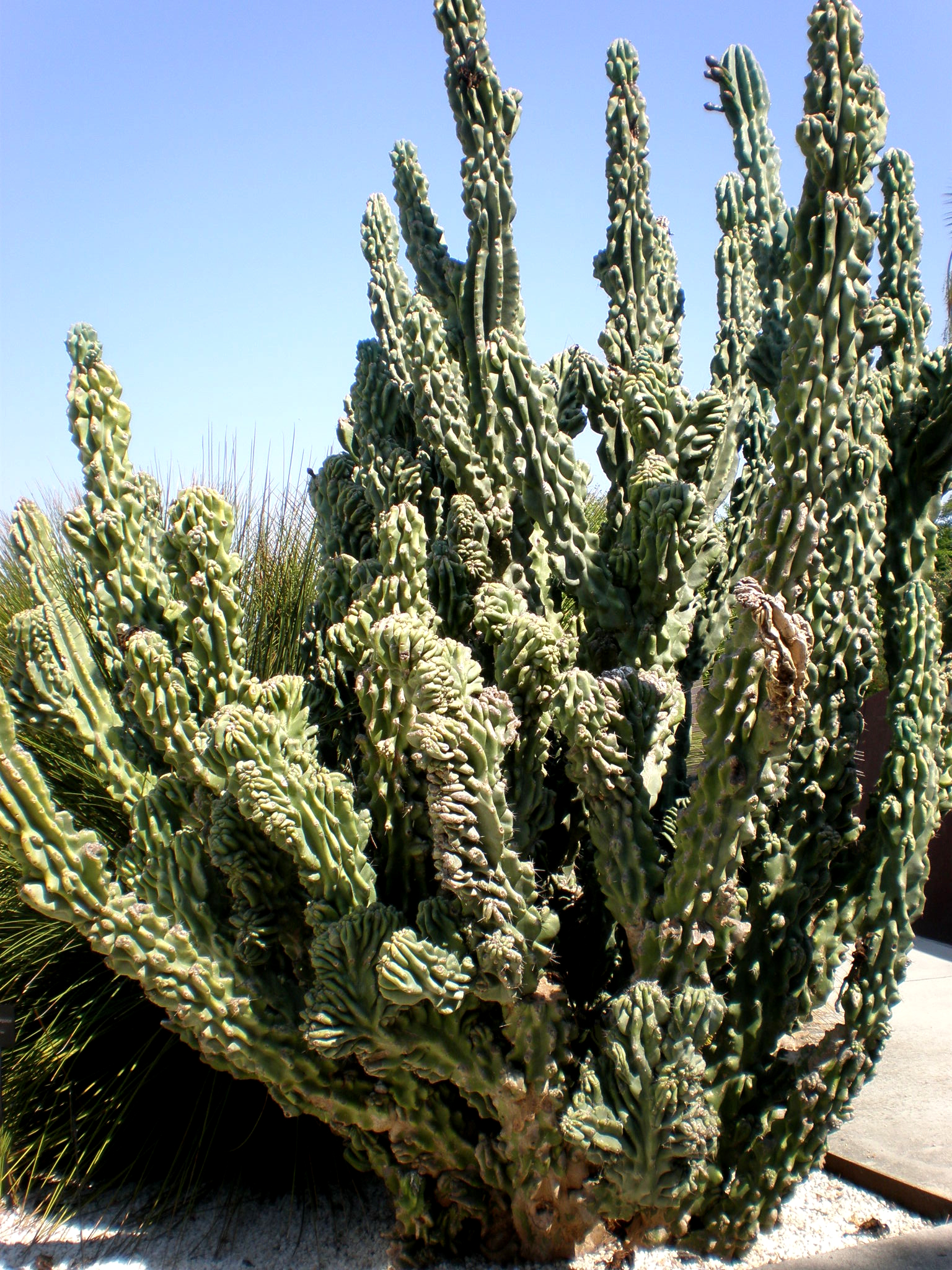
Cereus hildmannianus

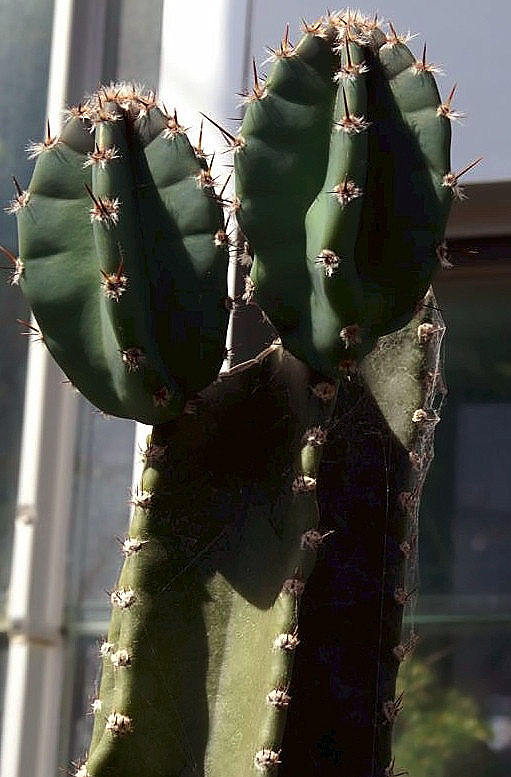
Cereus hildmannianus em brotação

## Distribuição
Encontrada na Argentina, Brasil (Minas Gerais, Paraná, Rio de Janeiro, Rio Grande do Sul, Santa Catarina e São Paulo), Paraguai e no Uruguai. No Rio Grande do Sul, ocorre nos biomas Mata Atlântica e Pampa. Status de Conservação: Espécie registrada em unidade de conservação de proteção integral. Apresenta ampla área de distribuição.
| Image | Nome científico                       | Distribuição                          |
| ----- | ------------------------------------- | ------------------------------------- |
|       | C. hildmannianus subsp. hildmannianus | Brasil, Paraguai, Uruguai e Argentina |
|       | C. hildmannianus subsp. uruguayensis  | Brasil e Uruguay.                     |

## Ecologia
Planta encontrada em solos arenosos, rochosos, afloramentos e em paredões. Ocorre eventualmente como epífita sobre árvores e arbustos. Floresce de outubro a fevereiro. A flor é noturna e se fecha pela manhã. Todas as partes da planta são comestíveis pela fauna. No Rio Grande do Sul, é utilizada como ornamental e os frutos são apreciados pela população. Comumente é utilizada por aves para construção de ninhos.
Cereus hildmannianus está na  Lista Vermelha de Espécies Ameaçadas a IUCN como Pouco Preocupante (LC).